# Calamus simplex
Calamus simplex är en enhjärtbladig växtart som beskrevs av Odoardo Beccari. Calamus simplex ingår i släktet Calamus och familjen Arecaceae. Inga underarter finns listade i Catalogue of Life.